# Schneemaß

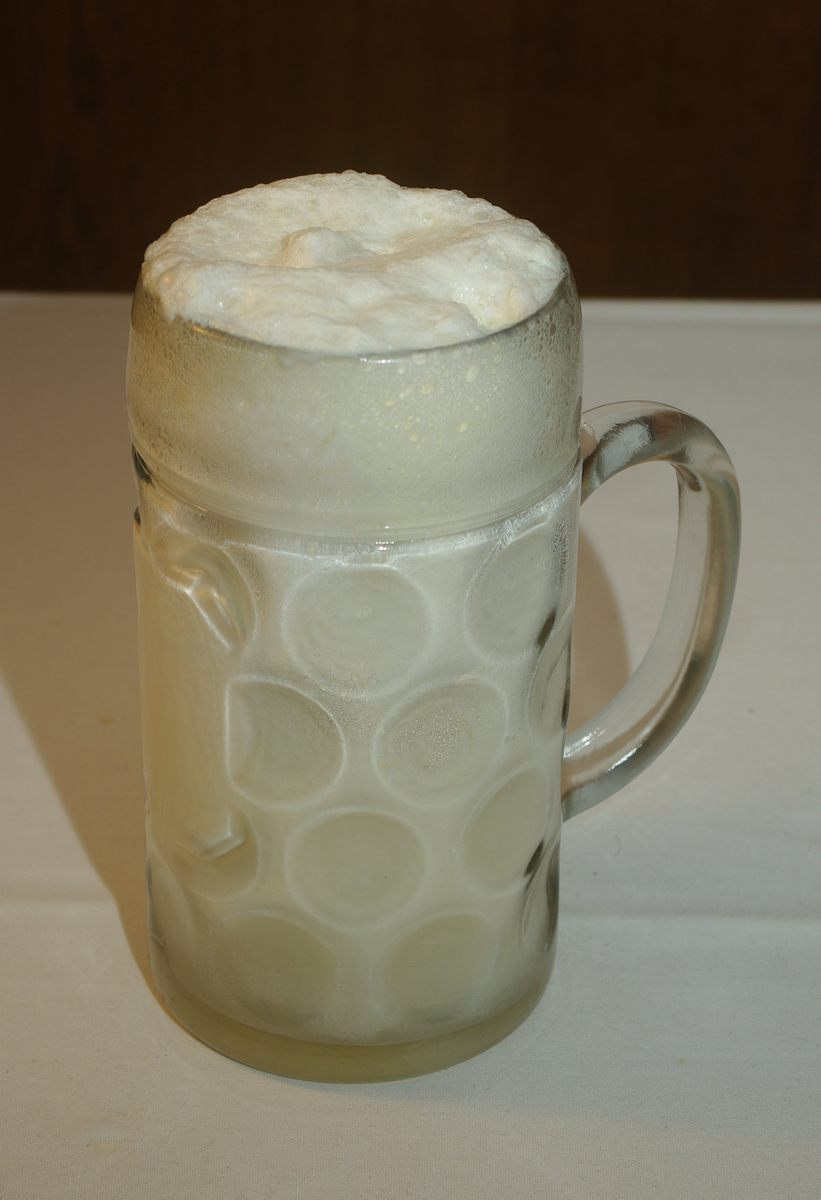
Schneemaß

Eine Schneemaß ist ein alkoholisches Mischgetränk, das in einem Maßkrug zubereitet und serviert wird.

## Zubereitung
Zuerst wird ein Viertelliter Kornbrand (z. B. Doornkaat) in einen Maßkrug gegeben. Als grobes Maß dient dazu der erste „Ring“ des Maßkrugs, bis zu dessen Oberkante der Korn eingefüllt wird. Zum Korn werden vier bis fünf große Kugeln Vanilleeis hinzugefügt. Das Ganze wird langsam mit Zitronenlimonade aufgefüllt und mit einem Löffel vorsichtig verrührt, bis sich das Eis aufgelöst hat. Zum Verrühren kann auch ein Schneebesen oder ein Handmixer verwendet werden. Man kann die Schneemaß direkt aus dem Maßkrug trinken oder dickere Trinkhalme verwenden.

## Abweichende Zubereitungen
Es existiert eine Vielzahl verschiedener Rezeptvariationen, so kann eine Schneemaß auch mit Wodka zubereitet werden. Teile der Zitronenlimonade durch Sekt oder Bier zu ersetzen, ist eher unüblich.

## Namensherkunft
Ihren Namen hat die Schneemaß von der sämigen hellen Schaumkrone, die sich aus dem Eis und der Limonade bildet. Wegen des den erheblichen Alkoholanteil überdeckenden süß-fruchtigen Geschmacks ist die Schneemaß neben der Goaßmaß und der Laternmaß ein vor allem bei Jugendlichen beliebtes Getränk im altbayerischen Raum.